# Horní Meziříčko
Horní Meziříčko (německy Ober Meseritschko) je obec v okrese Jindřichův Hradec v Jihočeském kraji. Žije zde 110 obyvatel.
Historické území obce je původně na Moravě, na zemské hranici s Čechy. V katastru obce u hlavní silnice, je umístěn památný hraniční trojhranný sloupek, zemský kámen, který určuje historickou hranici mezi Čechami a Moravou. Ves leží při Meziříčském rybníku, do kterého se vlévá potok Dvorecký od severu a potok Studenský, posílený potokem Jeníkovským, od východu. Z Meziříčského rybníka (zhruba 33 hektarů) vytékající Hamerský potok patří do povodí Vltavy.
Většina staveb ve vsi leží na západním a severním břehu rybníka. Na východním stojí samostatně Dvůr – bývalá tvrz. Mimo ves, pod rybníkem je Kočvarův mlýn. Ještě nad ním těsně pod hrází na místě bývalé valchy stojí, teď již také bývalá, textilní továrna s vysokým továrním komínem (komín byl zakreslen do katastrální mapy v roce 1941).
Je členem Mikroregionu Dačicko.

## Historie
Horní Meziříčko bývalo středem samostatného statku, poté součástí Hradeckého panství. První písemná zpráva, podle vlastivědy Moravské, kde mělo Horní Meziříčko již svoji tvrz a dvůr, se připomíná roku 1361, jako Meziříčko u Strmilova.

### Vývoj obce do konce 20. století
Ve druhé polovině 19. a v první polovině 20. století se většina obyvatelstva obce živila zemědělstvím a textilním průmyslem. V roce 1900 byla výměra hospodářské půdy obce 389 ha. V obci byla od roku 1865 mechanická tkalcovna bavlněného zboží firmy Ludvík Lang a synové, založená původně jako ruční a roku 1875 přestavěna na mechanickou na místě bývalé soukenické valchy.
Obec byla elektrifikována připojením na síť ZME Brno roku 1948.
Po roce 1948 byla textilní továrna znárodněna a připojena jako závod pod n. p. Partex Nová Včelnice, v polovině devadesátých let po privatizaci zde byla výroba zastavena. JZD vzniklo roku 1958, roku 1970 se sloučilo s JZD Jilem a v roce 1978 bylo sloučeno do JZD Svornost Studená.

### Škola
Obec bývala přiškolena do Strmilova v Čechách, od josefínských reforem do Palupína. Od roku 1895 zde bylo zahájeno vyučování ve škole postavené pro Horní Meziříčko a Malý Jeníkov nákladem 5 700 zlatých. Jednotřídní škola byla pro malý počet žáků roku 1974 zrušena a žactvo převedeno do Studené.

## Obyvatelstvo
V roce 1880 měla obec 27 domů a 173 obyvatel, roku 1900 28 domů a 210 obyvatel, roku 1921 32 domů a 210 obyvatel, roku 1939 33 domů a 79 obyvatel, roku 1947 37 domů a 160 obyvatel, roku 1950 38 domů a 165 obyvatel, roku 1970 32 domů a 142 obyvatel, roku 1982 29 domů a 134 obyvatel.
| Rok            | 1869 | 1880 | 1890 | 1900 | 1910 | 1921 | 1930 | 1950 | 1961 | 1970 | 1980 | 1991 | 2001 | 2011 | 2021 |
| -------------- | ---- | ---- | ---- | ---- | ---- | ---- | ---- | ---- | ---- | ---- | ---- | ---- | ---- | ---- | ---- |
| Počet obyvatel | 178  | 173  | 209  | 210  | 220  | 210  | 179  | 165  | 163  | 142  | 134  | 138  | 110  | 101  | 90   |
| Počet domů     | 27   | 27   | 28   | 28   | 31   | 32   | 33   | 38   | 35   | 32   | 29   | 36   | 40   | 40   | 40   |

## Obecní správa

### Správní začlenění obce od roku 1850
Do roku 1849 bylo Horní Meziříčko součástí panství Studená v Jihlavském kraji. V letech 1850 až 1855 podléhalo politické pravomoci Podkrajského úřadu v Dačicích a v soudní správě Okresnímu soudu v Telči. Po vzniku smíšených okresních úřadů s politickou a soudní pravomocí bylo v letech 1855 až 1868 podřízeno Okresnímu úřadu v Telči. Když byly roku 1868 veřejná správa a soudnictví opět odděleny, vrátilo se pod politickou pravomoc Okresního hejtmanství v Dačicích, od roku 1919 Okresní správy politické a od roku 1928 okresního úřadu tamtéž, v soudnictví pod Okresní soud v Telči. Po osvobození v květnu 1945 náleželo pod Okresní národní výbor v Dačicích a Okresní soud v Telči a pod správním okresem Dačice zůstalo i po územní reorganizaci roku 1949, v jehož rámci náleželo pod nově vzniklý Jihlavský kraj. Při další územní reorganizaci v polovině roku 1960 bylo s moravskými obcemi přičleněno pod správní okres Jindřichův Hradec a Jihočeský kraj. To trvalo až do zrušení Okresního úřadu v Jindřichově Hradci koncem roku 2002. 1. ledna 1980 bylo Horní Meziříčko připojeno k obci Studená, od 24. listopadu 1990 je opět samostatnou obcí. Od roku 2003 spadá pod pověřený Městský úřad v Dačicích.

### Obecní symboly
Znak a vlajka byly obci uděleny rozhodnutím předsedy Poslanecké sněmovny Parlamentu České republiky dne 11. července 2019.